# I Don't Like Shit, I Don't Go Outside: An Album by Earl Sweatshirt
| Đánh giá chuyên môn | Đánh giá chuyên môn |
| Điểm trung bình     | Điểm trung bình     |
| Nguồn               | Đánh giá            |
| ------------------- | ------------------- |
| Metacritic          | 79/100              |
| Nguồn đánh giá      |                     |
| Nguồn               | Đánh giá            |
| The A.V. Club       | B+                  |
| Complex             | [ 3 ]               |
| Exclaim!            | 8/10                |
| The Guardian        | 8/10                |
| HipHopDX            | [ 6 ]               |
| Los Angeles Times   | [ 7 ]               |
| The Needle Drop     | 6/10                |
| Pitchfork Media     | 8/10                |
| PopMatters          | 8/10                |

I Don't Like Shit, I Don't Go Outside: An Album by Earl Sweatshirt là album phòng thu thứ hai của rapper người Mỹ Earl Sweatshirt. Album phát hành vào ngày 23 tháng 3 năm 2015, bởi Tan Cressida theo giấy phép độc quyền với hãng Columbia Records.

## Phát hành và quảng bá
Vào ngày 16 tháng 3 năm 2015, album có sẵn để đặt hàng trên iTunes Store mà không được thông báo trước. Điều này có phần do lỗi từ công ty Sony Music Entertainment. Ngày 17 tháng 3 năm 2015, Earl ra mắt video âm nhạc cho bài hát "Grief". Album được phát hành để tải kĩ thuật số vào ngày 23 tháng 3 năm 2015. Album vật lý dự kiến sẽ được phát hành vào ngày 14 tháng 4 năm 2015.

## Đánh giá chuyên môn
Sau khi phát hành, I Don't Like Shit, I Don't Go Outside: An Album by Earl Sweatshirt nhận được phần lớn các phản hồi tích cực từ giới phê bình âm nhạc. Tại Metacritic, trang đánh giá âm nhạc với thang điểm chuẩn là 100, album nhận được điểm trung bình là 79 với "hầu hết các đánh giá tích cực", dựa trên 19 bài đánh giá. Album nhận được số điểm 8.0/10 từ Pitchfork Media, với lời nhận xét tích cực về giọng hát của Earl từ nhà phê bình Winston Cook-Wilson.

## Diễn biến thương mại
Album ra mắt tại vị trí #12 trên bảng xếp hạng US Billboard 200, với 28.000 bản bán ra tính đến hết ngày 29 tháng 3 năm 2015.

## Danh sách và thứ tự các bài hát
| STT              | Nhan đề                            | Sáng tác                    | Sản xuất         | Thời lượng |
| ---------------- | ---------------------------------- | --------------------------- | ---------------- | ---------- |
| 1.               | "Huey"                             | Thebe Kgositsile            | randomblackdude  | 1:52       |
| 2.               | "Mantra"                           | Kgositsile                  | randomblackdude  | 3:48       |
| 3.               | "Faucet"                           | Kgositsile                  | randomblackdude  | 3:07       |
| 4.               | "Grief"                            | Kgositsile                  | randomblackdude  | 4:10       |
| 5.               | "Off Top"                          | Kgositsile, Vyron Turner    | Left Brain       | 1:46       |
| 6.               | "Grown Ups" (hợp tác với Dash)     | Kgositsile, Darien Dash     | randomblackdude  | 2:57       |
| 7.               | "AM // Radio" (hợp tác với Wiki)   | Kgositsile, Patrick Morales | randomblackdude  | 4:02       |
| 8.               | "Inside"                           | Kgositsile                  | randomblackdude  | 1:49       |
| 9.               | "DNA" (hợp tác với Na'kel)         | Kgositsile, Na'kel Smith    | randomblackdude  | 3:52       |
| 10.              | "Wool" (hợp tác với Vince Staples) | Kgositsile, Vince Staples   | randomblackdude  | 2:33       |
| Tổng thời lượng: | Tổng thời lượng:                   | Tổng thời lượng:            | Tổng thời lượng: | 29:56      |

## Xếp hạng

### Xếp hạng tuần
| Bảng xếp hạng (2015)                   | Vị trí cao nhất |
| -------------------------------------- | --------------- |
| Australian Albums (ARIA)               | 33              |
| New Zealand Albums (Recorded Music NZ) | 26              |